# Eupromera gilmouri
Eupromera gilmouri är en skalbaggsart som beskrevs av Fuchs 1961. Eupromera gilmouri ingår i släktet Eupromera och familjen långhorningar. Inga underarter finns listade i Catalogue of Life.